# Limousin-Tonalitlinie
Die Limousin-Tonalitlinie ist eine gürtelartige Aneinanderreihung tonalitischer, quarzdioritischer und verwandter Gesteine im nordwestlichen Massif Central Frankreichs. Die Gesteine entstanden im Zeitraum Oberdevon bis Unterkarbon. Sie unterscheiden sich von den anderen Granitoiden des Zentralmassivs durch ihren vorwiegend intermediären Chemismus und ihren Reichtum an Hornblende. Nach der Hauptphase der variszischen Regionalmetamorphose sind sie die ersten magmatischen Absonderungen und ähneln geochemisch andesitischen Laven mit kalkalkalischer Affinität.

## Bezeichnung
Der Begriff Limousin-Tonalitlinie (abgekürzt LTL), Französisch Ligne tonalitique du Limousin, wurde erstmals im Jahr 1971 von J. Didier und J. Lameyre in die wissenschaftliche Fachliteratur eingeführt. Zuvor waren die Gesteine noch als Quarzdioritmassive des Limousins bezeichnet worden.

## Geographie und Geologie
Die Nordwest-Südost-streichende Limousin-Tonalitlinie erstreckt sich über eine Distanz von 220 Kilometer ab L’Isle-Jourdain im Département Vienne bis nach Capdenac im Département Lot. Sie enthält insgesamt 25 größere Massive magmatischen Ursprungs, deren Gesteine überwiegend in der Oberen Gneisdecke auftreten.
Ihre Aneinanderreihung beginnt am Nordwestrand des Massif Central mit der Gruppierung um Saint-Barbant (mit dem Saint-Barbant-Quarzdiorit, dem Availles-Port-de-Salles-Granodiorit und dem Oradour-Fanais-Quarzmonzodiorit), in südöstlicher Richtung folgt dann die Gruppierung östlich von  Confolens (mit dem Lacouture-Quarzdiorit, dem La-Gouyonnerie-Tonalit, dem Saint-Quentin-Quarzdiorit und dem Saulgond-Tonalit). Mehrere kleinere, verstreute Körper befinden sich an der Vienne in der Umgebung von Saint-Junien, wie beispielsweise der Saint-Brice-sur-Vienne-Tonalit, der Saillat-sur-Vienne-Tonalit (mit kleineren Vorkommen von assoziierten Quarzdioriten und Dioriten), der Saint-Junien-Quarzdiorit und der La-Bregère-Quarzdiorit. Im Süden von Limoges folgen der Aixette-Nexon-Quarzdiorit, der Saint-Jean-de-Ligoure-Diorit und der kleine Lalet-Diorit. Der Les Cars-Granit enthält ebenfalls kleinere Quarzdioriteinschlüsse. Weiter südlich im Bas-Limousin ist noch der Saint-Julien-le-Vendomois-Quarzdiorit anzuführen.
Weiter nach Südosten besteht eine Fortsetzung in die Corrèze mit Tonaliten bei Tulle und nördlich von Brive-la-Gaillarde als Umrahmung der Tulle-Antiklinale (Ladignac-Massiv, Lagraulière-Tonalit, Sainte-Féréole-Tonalit und Tulle-Gabbro mit Hornblendit). Weiter südlich folgen der Beaulieu-Tonalit bei Beaulieu-sur-Dordogne sowie die beiden Vorkommen bei Saint-Céré (Anglars-Quarzdiorit und Lagineste-Tonalit). Südlichster Endpunkt ist schließlich ein Tonalitvorkommen südlich von Capdenac (Capdenac-Tonalit).
Es existieren auch Vorkommen etwas abseits dieser Hauptlinie in der Unteren Gneisdecke. Beispiele sind der Exideuil-Quarzdiorit und der Mazières-Quarzdiorit. Im porphyrischen Chirac-Étagnac-Granit sind ebenfalls kleinere Tonalit- und Quarzdioritkörper eingeschlossen.
Der Tonalitgürtel beschränkt sich aber nicht nur auf das Limousin und den Westrand des Zentralmassivs, sondern findet nach Nordwesten eine Verlängerung über das im Untergrund des Aquitanischen Beckens (Seuil du Poitou) unter mesozoischen Sedimenten verborgene Charroux-Civray-Massiv in das Département Vendée bei Parthenay  – Beispiele sind der Le-Tallud-Quarzdiorit und der Moncoutant-Quarzdiorit in der Haut Bocage. Werden diese Massive des Armorikanischen Massivs hinzugerechnet, so erreicht die Tonalitlinie immerhin eine Gesamtlänge von 400 Kilometer und stellt somit eine der bedeutendsten magmatischen Lineamente des Variszischen Orogens dar.

## Geomorphologie
Grusbildung und kugelförmige Verwitterungsformen sind gelegentlich zu beobachten.

## Petrologie

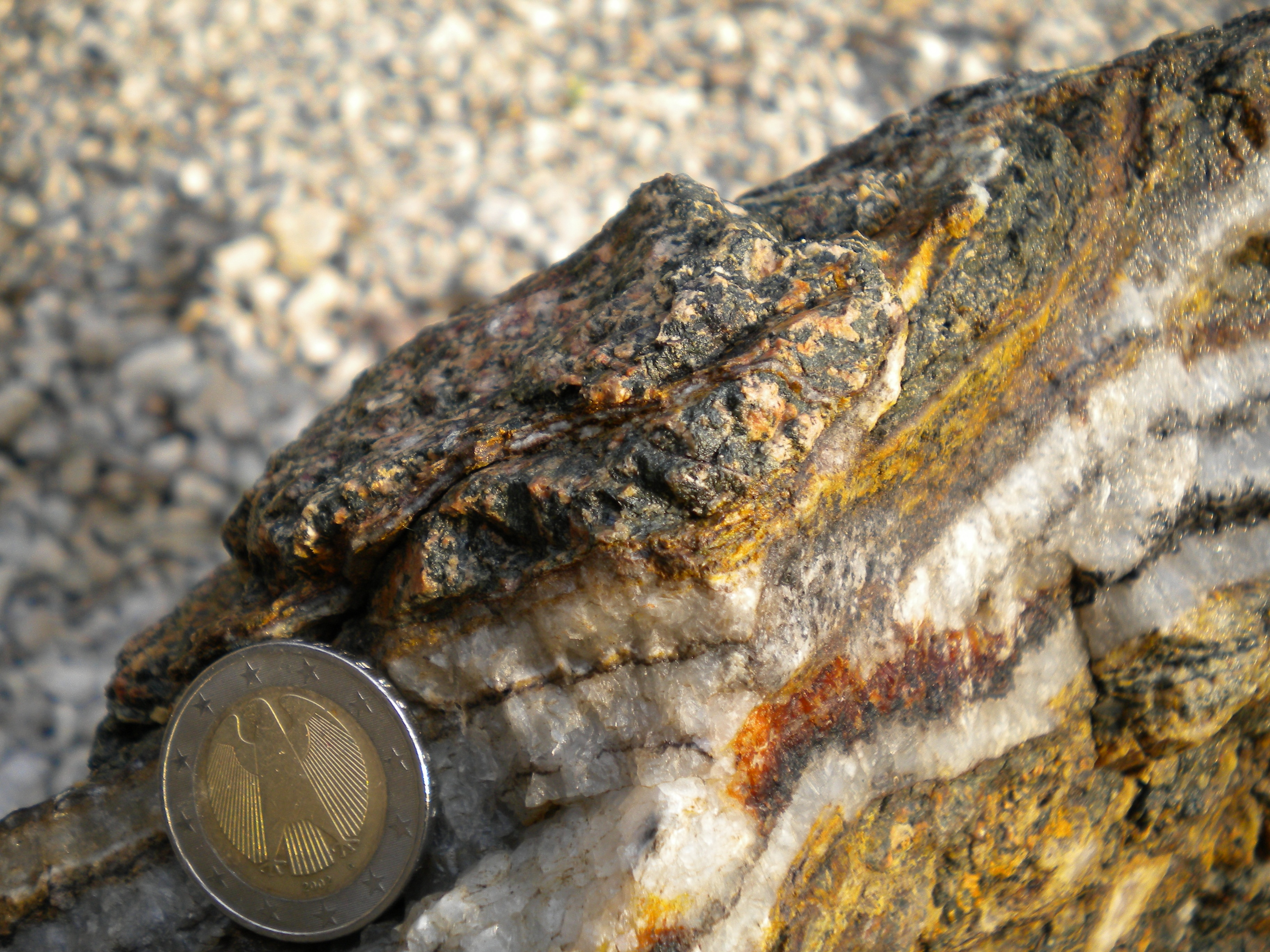
Gestreckter Mazières-Quarzdiorit. Relativ wenig beanspruchter Quarzdiorit oberhalb der Münze. Darunter eine mit Kalzit ausgefüllte Scherkluft, stellenweise noch im offenen Zustand. Darunter sehr stark zerscherter Quarzdiorit.

Die Massive der Tonalitlinie bilden vorwiegend Lakkolithkörper, die oft konkordant zur Foliation der metamorphen Wirtsgesteine verlaufen. Auch Phakolithe sind anzutreffen, welche entweder als Antiform (beispielsweise die Vorkommen an der Tulle-Antiklinale)  oder aber als Synform (Saint-Julien-le-Vendomois-Quarzdiorit) organisiert sind.
Im Innern des Gesteinsverbandes finden sich des Öfteren ovale Amphibolitenklaven und seltenere Gneiseinschlüsse. Die Gesteinskörper können von mittelkörnigen, regellosen oder geregelten Graniten injiziert werden, auch rosafarbene Pegmatitadern kommen häufig vor.
Die relativ dunklen Gesteine des Tonalitgürtels zeichnen sich durch ihre intermediäre bis basische, chemische Zusammensetzung aus. Quarzdiorite und Tonalite herrschen vor, Diorite sind relativ selten. Ihr petrologischer Charakter ist durchweg kalkalkalisch.

### Mineralogie
Das mittel- bis grobkörnige Gefüge (Korndurchmesser 1 bis 10 Millimeter) zeigt eine bevorzugte Ausrichtung der Mineralkörner, die überwiegend zur regionalen Foliation und Lineation konkordant verläuft (Orthogneisifizierung). Die dunkle Gesteinsfarbe wird von schwarzen Glimmerlamellen (Biotit) und schwarzen bis grünen, prismatischen oder faserigen Amphibolen (Hornblende) verursacht. Daneben treten helle Minerale wie glänzender bis milchiger Plagioklas und milchig-glasiger Quarz auf. Der Plagioklas kann aufgrund von Kaliumsubstitution in Mikrograniteinschlüssen und Pegmatitadern eine Rosafärbung annehmen. An Akzessorien sind honigbrauner Titanit, Allanit und Sulfidminerale wie rosafarbener Pyrrhotin und goldgelber Chalkopyrit zu nennen.

### Tonalite
Die mittelkörnigen Tonalite bilden neben den eingangs erwähnten Vorkommen oft linsige Lagen in den wesentlich häufigeren Quarzdioriten. Ihr ursprüngliches, hypidiomorphes Korngefüge wird meist von einem eingeregelten, granoblastischen Gefüge überlagert. Diese Orthogneisifizierung ist oft nur sehr schwach entwickelt, sie kann aber bis zur vollständigen Auslöschung des ursprünglichen Gefüges voranschreiten. Die Tonalite sind definitionsgemäß sehr reich an Quarz und enthalten viel Biotit und nur wenig bis überhaupt keine Hornblende. Der Quarz tritt lagig, rekristallisiert auf und zeigt bei beginnender Orthogneisifizierung deutliche Streckung. Spuren von Kalifeldspat sind sehr selten. Endogene und exogene Umwandlungserscheinungen der Tonalite sind Serizitisierung und teils Saussuritisierung des Plagioklases sowie Entfärbung und/oder Chloritisierung des Biotits.

### Quarzdiorite
Sie stellen den weitaus häufigsten Gesteinstypus. Ihre Gefügeeinregelung fällt noch deutlicher aus als bei den Tonaliten. Auch bei ihnen wird das primär hypidiomorphe Korngefüge granoblastisch bzw. granonematoblastisch überlagert/ersetzt. Der Plagioklas ist ein (manchmal oszillierend) zonierter Andesin (An 40-50). Der meist xenomorphe Quarz tritt in mono- oder polykristallinen, lagigen Ansammlungen auf, zeigt undulöse Auslöschung und Rekristallisation. Er kann auch als Einschlüsse in Plagioklas und Hornblende vorliegen. Die grüne Hornblende (MgO 10,5 %, FeO 16,7 %) bildet subautomorphe Ansammlungen, bei beginnender Orthogneisifizierug entstehen blastische und poikiloblastische Gefüge. Der sehr pleochroische Biotit erscheint stellenweise als Knicklamellen mit sehr seltenen Zirkoneinschlüssen. Die Chloritisierung des Biotits kann unter Neubildung von Epidot und Prehnit sehr weit fortgeschritten sein; gelegentlich entsteht sogar mandelförmiger, die Glimmerlagen auseinanderdrückender Kalifeldspat. Akzessorische Mineralien, meist in Assoziation mit den Fe-Mg-Mineralien, sind Magnetit und/oder Ilmenit, Sulfide, Titanit, Apatit, Allanit und seltener Zirkon.
Prozentuale Zusammensetzung (Vol.-%):
- Quarz: 0–16 %
- Plagioklas: 20–82  %
- Mikroklin: 0–4 %
- Hornblende: 6–31 %
- Biotit: 8–25 %
- Akzessorien: 4 %

### Diorite
Die recht seltenen Diorite sind homogene, feinkörnige, meso- bis melanokrate Gesteine, die nur sehr wenig oder gar keinen Quarz mehr aufweisen. Eine Gefügeeinregelung ist sehr undeutlich zu erkennen. Sie treten meist sporadisch als Züge innerhalb der Quarzdiorite auf. Innerhalb dieser Dioritzüge können auch abgesonderte Hornblenditlagen vorhanden sein mit zentimetergroßen, automorphen, grünen Hornblenden. Zum Mineralbestand der Diorite zählen Plagioklas, Biotit, grüne Hornblende, Titanit, Apatit sowie akzessorische Oxide und Sulfide. Die Plagioklase sind xenomorph bis polygonal. Gelegentlich finden sich noch Pseudomorphosen von Hornblende nach Pyroxen. Der Biotit ist auch bei den Dioriten chloritisert oder prehnitisiert.
Prozentualer Mineralbestand (Vol.-%):
- Hornblende: 47 %
- Plagioklas: 34 %
- Biotit: 15 %
- Akzessorien: 4 %

## Chemische Zusammensetzung

### Hauptelemente
Anbei folgen mehrere, teils gemittelte chemische Analysen von Gesteinen des Tonalitgürtels:
| Oxid Gew. %         | Availles-Port-de-Salles Granodiorit | Chirac-Étagnac Tonalit | Saint-Barbant Quarzdiorit | Saint-Brice-sur-Vienne Tonalit | Saulgond Quarzdiorit | Quarzdiorite 6 Analysen | Anglars Quarzdiorit | La Guyonnerie Diorit | Diorite 3 Analysen | Saint-Quentin Diorit | Lacouture Diorit |
| ------------------- | ----------------------------------- | ---------------------- | ------------------------- | ------------------------------ | -------------------- | ----------------------- | ------------------- | -------------------- | ------------------ | -------------------- | ---------------- |
| SiO2                | 69,00                               | 67,24                  | 60,07                     | 55,99                          | 55,18                | 54,29                   | 52,94               | 50,98                | 49,89              | 49,80                | 49,08            |
| TiO2                | 0,32                                | 0,40                   | 0,82                      | 1,06                           | 1,06                 | 1,29                    | 1,25                | 0,75                 | 1,47               | 1,96                 | 1,30             |
| Al2O3               | 15,90                               | 16,61                  | 17,23                     | 17,64                          | 17,32                | 17,31                   | 19,77               | 19,20                | 18,72              | 16,75                | 18,90            |
| Fe2O3               | 2,80 tot                            | 1,07                   | 6,57 tot                  | 7,74 tot                       | 8,55 tot             | 2,46                    | 2,61                | 8,51 tot             | 2,70               | 11,08 tot            | 9,89 tot         |
| FeO                 |                                     | 2,84                   |                           |                                |                      | 6,55                    | 5,82                |                      | 7,16               |                      |                  |
| MnO                 | 0,06                                | 0,09                   | 0,13                      | 0,13                           | 0,15                 | 0,11                    | 0,07                | 0,15                 | 0,18               | 0,22                 | 0,16             |
| MgO                 | 0,91                                | 1,74                   | 2,93                      | 3,63                           | 4,54                 | 4,01                    | 3,09                | 6,29                 | 4,28               | 6,00                 | 4,64             |
| CaO                 | 2,60                                | 4,33                   | 5,82                      | 7,14                           | 7,65                 | 7,16                    | 7,22                | 9,31                 | 8,20               | 9,00                 | 8,01             |
| Na2O                | 3,55                                | 3,38                   | 3,44                      | 3,42                           | 3,43                 | 3,36                    | 3,90                | 2,76                 | 3,64               | 3,18                 | 3,62             |
| K2O                 | 4,19                                | 1,69                   | 1,94                      | 1,57                           | 1,56                 | 1,59                    | 1,28                | 1,26                 | 0,78               | 0,95                 | 1,62             |
| P2O5                | 0,13                                | 0,11                   | 0,13                      | 0,26                           | 0,10                 | 0,27                    | 0,25                | 0,09                 | 0,47               | 0,40                 | 0,51             |
| Flüssigkeitsverlust | 1,00                                | 0,63                   | 0,82                      | 1,00                           | 1,06                 | 1,07                    | 0,90                | 1,02                 | 1,02               | 0,90                 | 1,02             |

Bei den Hauptelementen variiert der SiO2-Gehalt in den Gesteinen der Tonalitlinie zwischen 49 und 69 Gewichtsprozent, es handelt sich daher im Wesentlichen um intermediäre Gesteine. Die Summe der Alkalien Na2O + K2O schwankt hauptsächlich zwischen 4 und 5 Gewichtsprozent - typisch für subalkalische Hauptreihengesteine. Anhand des K2O-Gehalts von 0,78 bis meist nicht mehr als 2 Gewichtsprozent lässt sich ein kalkalkalischer Charakter der Mittel-K-Reihe erkennen. Die mafischen Diorite (um 50 Gewichtsprozent SiO2) besitzen zum Teil sehr hohe Konzentrationen an TiO2, MnO, Gesamteisen, MgO, CaO und P2O5. Die Gehalte an Na2O sind durchgehend recht hoch und deuten auf eine mögliche Spilitisierung der Gesteine hin.

### Spurenelemente
| Spurenelemente ppm | Chirac-Étagnac Tonalit | Saint-Brice-sur-Vienne Tonalit | Saint-Junien Diorit | Quarzdiorite 6 Analysen | Diorite 3 Analysen |
| ------------------ | ---------------------- | ------------------------------ | ------------------- | ----------------------- | ------------------ |
| Ba                 | 597                    | 667                            | 996                 | 741                     | 444                |
| Co                 | 6                      | 70                             | 13                  | 56                      | 61                 |
| Cr                 | 43                     | 31                             | 71                  | 52                      | 70                 |
| Hf                 | 2,3                    |                                | 5,4                 | 5,4                     |                    |
| Li                 | 50                     |                                | 69                  | 69                      |                    |
| Nb                 | 4,8                    |                                | 11,6                | 11,6                    |                    |
| Ni                 | 12                     | 15                             | 12                  | 13                      | 29                 |
| Rb                 | 52                     | 49                             | 50                  | 43                      | 27                 |
| Sr                 | 372                    | 604                            | 531                 | 596                     | 685                |
| Pb                 | 15                     |                                | 10                  | 10                      |                    |
| Th                 | 7,2                    |                                | 2,6                 | 2,6                     |                    |
| U                  | 3,8                    |                                | 0,8                 | 0,8                     |                    |
| V                  | 49                     |                                | 272                 | 272                     |                    |
| Y                  | 7,2                    |                                | 29,2                | 29,2                    |                    |
| Zn                 | 69                     |                                | 139                 | 139                     |                    |
| Zr                 | 88                     |                                | 268                 | 268                     |                    |

Die Spurenelementanalysen sind leider etwas unvollständig. Sie offenbaren aber dennoch im Vergleich mit Inselbogen-Andesiten relativ hohe Werte für die Elemente Barium, Strontium, Vanadium und zum Teil auch für Kobalt, Niobium, Zink und Zirkonium. Die ermittelten Analysenwerte sind jedoch generell den bei Andesiten kontinentaler Subduktionszonen vorgefundenen Konzentrationen sehr ähnlich.Nickel, Uran und Thorium sind etwas abgereichert.

### Isotopenverhältnisse
Shaw und Kollegen (1993) geben für die Tonalitlinie des Limousins folgende Isotopenverhältnisse an:
- im Vergleich zu anderen Granitoiden des Zentralmassivs relativ niedrige 87Sr/86Sr-Verhältnisse, die sich zwischen 0,7047 und 0,7059 bewegen
- relativ hohes εNd zwischen − 0,7 und + 1,8
- die initialen Bleiverhältnisse fallen mit 206Pb/204Pb=18,15–18,38, 207Pb/204Pb=15,57–15,62 und 208Pb/204Pb=38,06–38,26 recht homogen aus. Hierbei sind die initialen 207Pb/204Pb-Werte signifikant niedriger als in anderen Granitoiden des Variszikums.

Insgesamt deuten die angetroffenen Isotopenverhältnisse auf Inselbogenmagmatismus bzw. auf das Segment eines aktiven Kontinentalrandes.

## Regionaler Überblick
Die tonalitischen Einzelvorkommen reihen sich in einem leicht gekrümmten, bogenförmigen Kreissegment auf, welches in etwa dem Nordwestrand des Massif Central folgt. Der Krümmungsradius ist in etwa derselbe wie bei der rechts-verschiebenden, Südost-streichenden Südarmorikanischen Scherzone (SASZ) –  einer bedeutenden Terrangrenze des Armorikanischen Massivs, die etwa 30 Kilometer weiter westlich im Aquitanischen Becken ausläuft. Manche tonalitische Vorkommen, wie beispielsweise der Saint-Barbant-Quarzdiorit, der Lacouture-Quarzdiorit und der Aixette-Nexon-Quarzdiorit, stehen in engem Zusammenhang mit der Oradour-sur-Glane-Störung, einer weiteren bedeutenden, Südost-gerichteten, dextralen Seitenverschiebung nordöstlich der SASZ. Der Saulgond-Quarzdiorit wird intern von einer SO-streichenden Seitenverschiebung erfasst und rechtsseitig versetzt. Diese relativ kurze Scherbahn liegt  parallel zur etwa 10 Kilometer nordöstlich verlaufenden Oradour-sur-Glane Störung.
Der Tonalitgürtel endet bei Figeac, er wird hier vom Sillon houiller abgeschnitten, der wichtigsten, NNO-verlaufenden Störungszone im Massif Central.

## Entstehung

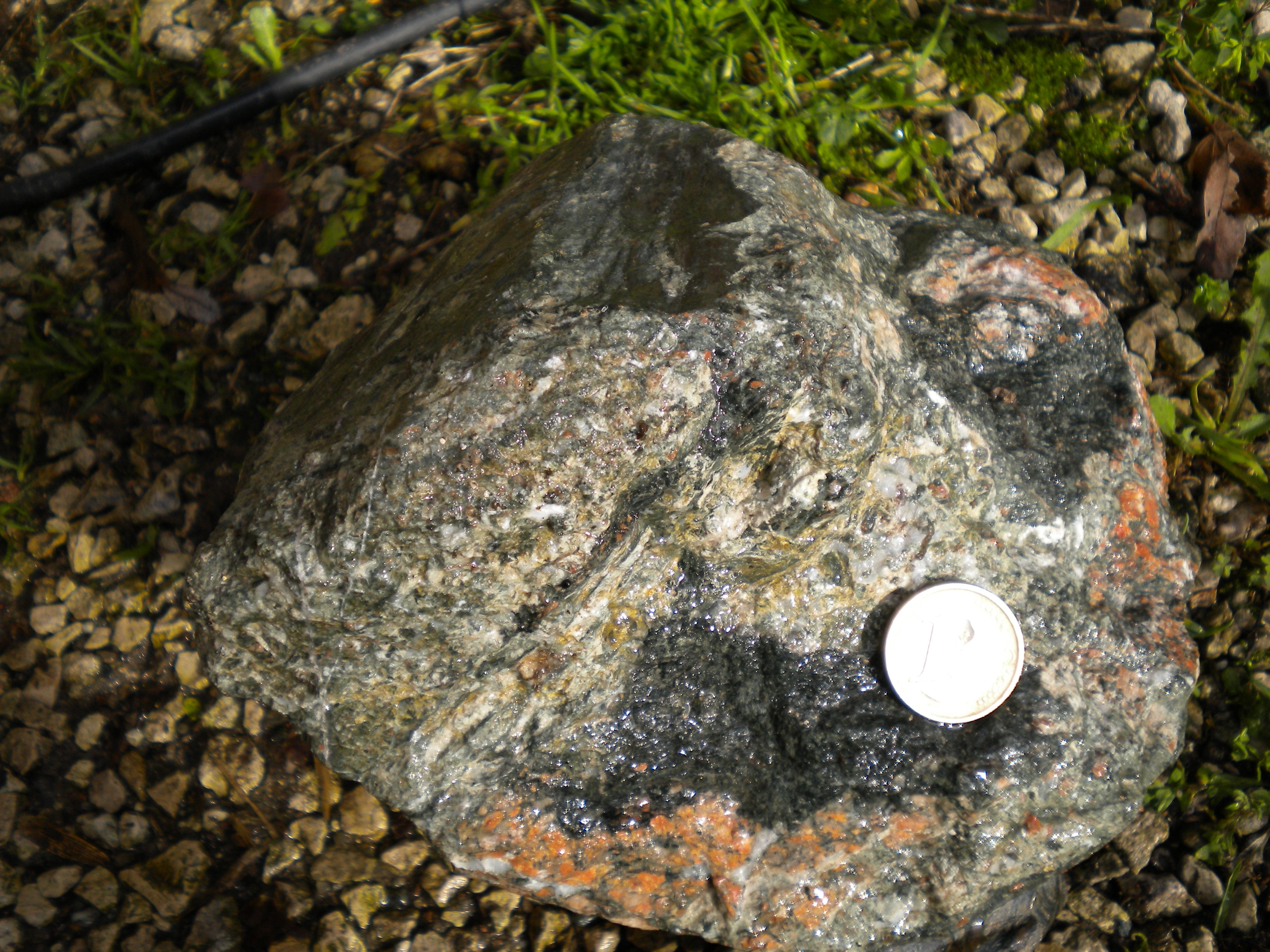
Stark tektonisch beanspruchter Mazières-Quarzdiorit mit dunklen Amphiboliteinschlüssen und nach hinten abtauchender Harnischstriemung am oberen Bildrand

Die Entstehung der Limousin-Tonalitlinie ist nach wie vor nicht restlos geklärt. Es bestehen zwei Erklärungsversuche: Der ältere aus dem Jahr 1971 geht von einem andesitischen Inselbogen aus, der jüngere sieht die Gesteine als anatektische Aufschmelzungsprodukte Amphibolit-führender Paragneise während der mediovariszischen Regionalmetamorphose im Massif Central an.

### Inselbogen
Gemäß dieser Hypothese repräsentiert der Tonalitgürtel den Verlauf einer ehemaligen Subduktionszone, an der Aquitania (Aquitanische Mikroplatte) in nordöstlicher Richtung unter dem mitteleuropäischen Kontinent abtauchte. Die Tonalitgesteine stellen demnach analog zu heutigen Subduktionszonen den plutonischen Wurzelbereich eines devonisch-unterkarbonischen, andesitischen Inselbogens dar, welcher oberhalb der subduzierenden Aquitanischen Mikroplatte entstanden war.
Shaw und Kollegen (1993) gehen von einem abgereicherten Mantelmagma aus, das durch die Subduktion ozeanischer Kruste und terrigener Sedimente modifiziert worden war. Diese primitiven Quarzdioritmagmen wurden anschließend in der Unterkruste durch einen AFC-Prozess (Assimilation kombiniert mit fraktionierter Kristallisation) weiter kontaminiert – wobei saure Magmatite oder Metasedimente assimiliert wurden.

### Anatexis
Die Anatexishypothese widerspricht dem Subduktionsmodell nicht, konzentriert sich jedoch auf unmittelbare, geologisch/petrologische Gegebenheiten (so werden beim Subduktionsmodell zur Erzeugung der Inselbogenmagmen ebenfalls anatektische Vorgänge benötigt). Bereits 1957 hatte M. Chenevoy die bevorzugte Gefügeeinregelung der Tonalitgesteine erkannt. Überdies lässt sich im Gelände der allmähliche Übergang von den orientierten Tonalitgesteinen zu den sie umhüllenden Paragneisen beobachten, wobei die Gneise ihrerseits erste Anzeichen von Schmelzbildung zu erkennen geben. Die Gneise sind also im Kontaktbereich zu den Tonaliten strikt genommen Metatexite. Diesen Sachverhalt erklärte M. Chenevoy mit der anatektischen, in situ-Bildung der Tonalitgesteine innerhalb der Gneise. Er nahm an, dass sie durch Aufschmelzen aus mafischen, in die Gneise eingelagerten Amphibolitlinsen hervorgegangen waren und somit foliationskonkordante Migmatite darstellen.
Dennoch bestehen neben diesen progressiven Übergängen paradoxerweise auch eindeutig intrusive Kontakte, insbesondere am Rand von größeren Tonalitgesteinsmassiven. Eine Erklärung für diesen scheinbaren Widerspruch liefert die Bildungstiefe. Die Tonalitintrusiva waren im Vergleich zu den Migmatiten in wesentlich größerer Tiefe entstanden, konnten aus dem Gesteinsverband abwandern und anschließend in höhere Krustenbereiche intrudieren, wohingegen die orientierten Gesteine in ihrer wesentlich seichteren Ausgangsposition im ursprünglichen Gesteinsverband verblieben.
Die Arbeit von Clemens und Vielzeuf (1987) spricht ebenfalls für das anatektische Modell. Die Autoren zeigen, dass Gesteine mit hohem Gehalt an wasserhaltigen Fe-Mg-Mineralen wie Biotit oder Hornblende sich unter günstigen Druck-Temperatur-Bedingungen durch Dehydrierung relativ leicht aufschmelzen lassen. Die plagioklasführenden Paragneise der Oberen Gneisdecke (und auch der Unteren Gneisdecke) sind demnach zur Anatexis gut geeignet, da sie sehr reich an Biotit und Amphibol sind. In ihrer Studie über ähnliche Gesteine in den Artense-Decken der Auvergne kommen Mercier et al. (1992) zu dem Schluss, dass im Ausgangsgestein bereits vor Beginn der regionalen Foliationsbildung eine Anatexis eingesetzt hatte und die noch während und nach Abklingen der Deformation weiter fortdauerte. Schmelzprodukte sind hornblendeführende Gesteine (± Biotit) mit quarzdioritischer bis tonalitischer Zusammensetzung.

## Alter
Radiometrisch bestimmte Altersangaben an Gesteinen des Tonalitgürtels bewegen sich in der Zeitspanne 379 bis 350 Millionen Jahre BP (Oberdevon bis Unteres Mississippium), d. h. sie entstanden gegen Ende der mediovariszischen Epoche. Der Le-Tallud-Quarzdiorit in der Vendée wurde beispielsweise mit 373 +6/−11 Millionen Jahren datiert (U/Pb-Methode an Zirkon). Neubestimmungen bzw. Neuberechnungen durch Bertrand und Kollegen (2001) ergaben für Tonalite des Charroux-Civray-Massivs 360 ± 3 und 356 ± 5 Millionen Jahre, für den Availles-Port-de-Salles-Granodiorit 355 ± 5 Millionen Jahre, für den Saint-Jean-de-Ligoure-Diorit 354 ± 7 Millionen Jahre und für den Isle-Jourdain-Tonalit 351 ± 6 Millionen Jahre.
Überdies haben benachbarte Gesteine wie der Oradour-sur-Glane-Diatexit und der Lanneau-Diatexit ein Alter von  375 ± 6 Millionen Jahren BP erbracht (Rubidium-Strontium-Methode), der etwas jüngere Cieux-Vaulry-Granit besitzt ein Alter von 352 ± 12 Millionen Jahren BP (ebenfalls Rb-Sr).

## Zusammenfassung
Die Entstehung der Gesteine des Tonalitgürtels beanspruchte rund 25 Millionen Jahre. Sie sind ein Beispiel für die Dichotomie magmatisch/intrusiver und dynamometamorpher Bildungsweisen. Welcher Prozess letztendlich ausschlaggebend war lässt sich nicht eindeutig entscheiden, wahrscheinlich waren beide Prozesse beteiligt. Bedingt durch den favorablen Chemismus der Paragneise wurde die lang anhaltende Anatexis erleichtert. Dass tektonische Bewegungen eine bedeutende Rolle in der Entwicklung der Gesteine spielten, wird durch die räumliche Assoziation des Tonalitgürtels mit bedeutenden, dextralen Seitenverschiebungen unterstrichen. Manche Gesteinskörper wurden sehr stark verformt, beispielsweise der Mazières-Quarzdiorit, der stellenweise intensiv zerschert wurde und bei dem es zur Bildung von offenen Scherklüften kam, welche dann ihrerseits erneut verfaltet wurden. Andere Tonalitkörper wie der Exideuil-Quarzdiorit hingegen treten als sehr  massive, dunkle, relativ gering verformte Quarzdiorite auf.